# Чомпи

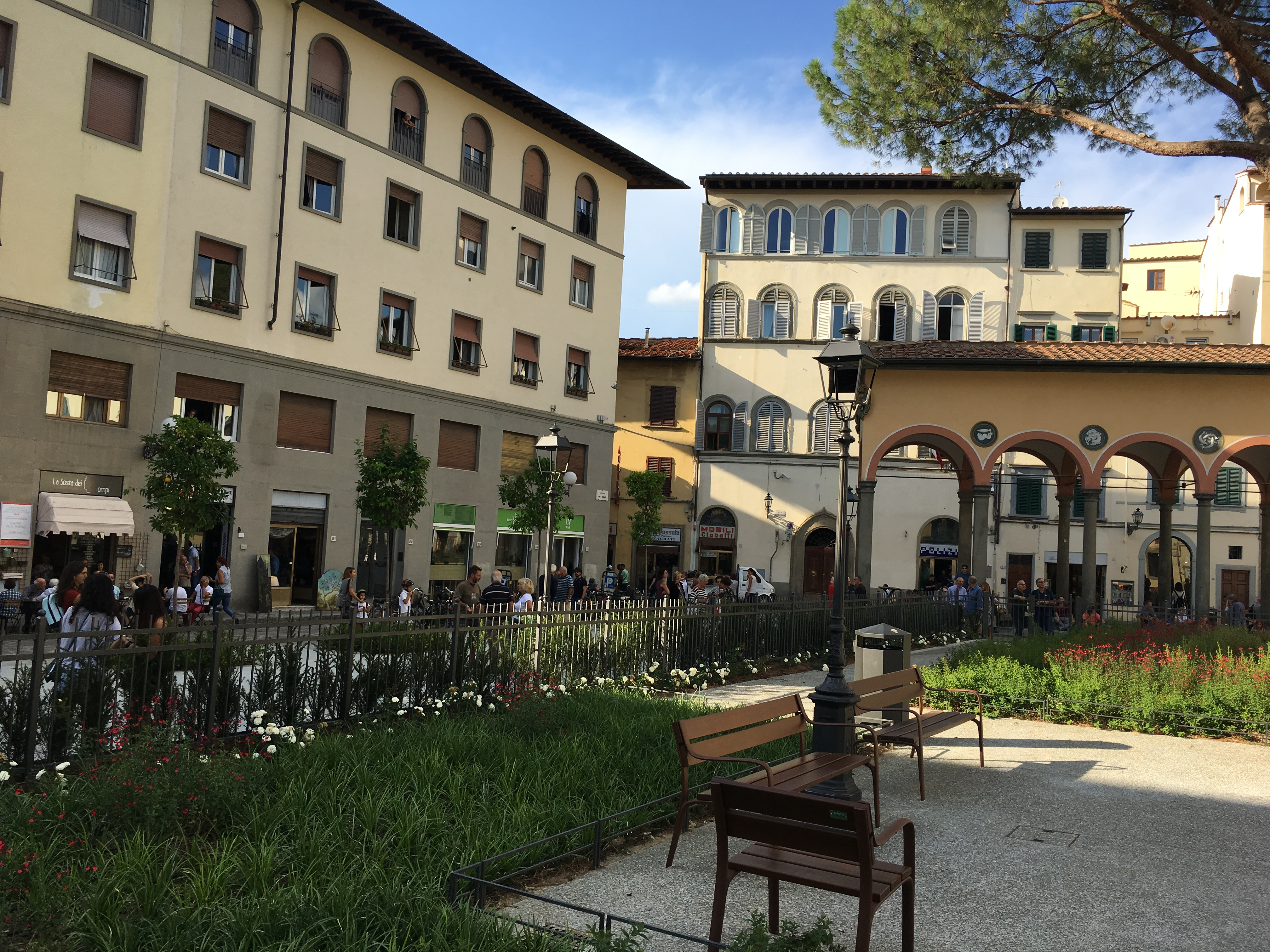
Площадь Чомпи во Флоренции

Чо́мпи (итал. Ciompi) — чесальщики шерсти и другие наёмные рабочие сукнодельческих мануфактур во Флоренции и в других итальянских городах. Тяжёлые условия труда, низкая заработная плата, высокие штрафы стали причинами ряда восстаний чомпи.
Первое выступление произошло во Флоренции в 1345 году под руководством чесальщика шерсти Чуто Брандини. Но эта первая в истории забастовка наёмных рабочих была подавлена.
В 1378 году (с 22 июня по 31 августа) во Флоренции вспыхнуло новое восстание чомпи, к которым присоединились бедные ремесленники сукнодельческих цехов. Восставшие требовали:
- улучшения своего положения и политических прав;
- повышения заработной платы на 50 %;
- предоставления мест в правительственных органах (где они раньше не были представлены);
- организации нового цеха наёмных рабочих (только члены цехов были во Флоренции полноправными гражданами);
- ликвидации должности «чужеземного чиновника» (надсмотрщика за работой и поведением наёмных рабочих, которого хозяин приглашал из другого города).

Своё недовольство чомпи направили против «жирных» пополанов и городских феодалов. 21 июля они взяли штурмом дворец подеста — резиденцию судебной и военной власти в городе, а 22 июля — дворец синьории, из которого изгнали правительство приоров. Восставшие сформировали новую синьорию, главой которой провозгласили Микеле ди Ландо. Чомпи считали его своим, но ко времени восстания он давно уже не был чесальщиком шерсти, а служил надсмотрщиком богатого суконщика. Микеле ди Ландо был связан с «жирными» пополанами и сыграл предательскую роль в ходе восстания чомпи. В новое правительство, кроме Ландо, вошли ещё двое чомпи, три приора от мелких ремесленников и три — от «жирных» пополанов. Были созданы три новых цеха, в том числе цех чомпи. Для охраны нового правительства было организовано народное ополчение из 1500 арбалетчиков.
Однако победители оказались без средств, так как сукнодельческие мастерские были закрыты с первых дней восстания. К тому же землевладельцы прекратили доставку хлеба в город. В конце августа чомпи, недовольные политикой синьории, создали своё правительство — «Восемь святых божьего народа», которое разместилось в церкви Санта Мария Новелла. Но восставшие требовали, чтобы оно находилось во дворце приоров. Вооруженный отряд чомпи направился к площади Синьории и осадил дворец. Приоры подчинились власти «Восьми». Новое правительство, избранное 29 августа, возглавил чесальщик шерсти Бартоло ди Якопо. Но ди Ландо помог «жирным» пополанам: они стянули к городу войска и откололи от чомпи их союзников — ремесленников, которые, добившись своих требований, испугались размаха восстания.
31 августа 1378 года ди Ландо собрал на площади Синьории ополчения всех цехов, и они расправились с восставшими. В тот же день чомпи были выведены из приората, а их новый цех ликвидирован. Чомпи подверглись репрессиям. 5 сентября на площади Синьории были казнены вожди восстания Доменико ди Туччо и Маттео Сальви.